# Șerghiș, Bihor
Șerghiș (maghiară Serges) este un sat în comuna Vârciorog din județul Bihor, Crișana, România.
 Acest articol despre o localitate din județul Bihor este deocamdată un ciot. Puteți ajuta Wikipedia prin completarea lui.